# If This Be My Destiny...!
"If This Be My Destiny...!", também conhecida como "The Final Chapter" (Se Este For O Meu Destino...! ou (O Capítulo Final), é um arco de história da série The Amazing Spider-Man da Marvel Comics. A história de três partes foi escrita por Stan Lee e desenhada por Steve Ditko, e foi publicada nas edições #31–33 (1965–1966). O arco da história é considerado uma das melhores histórias do Homem-Aranha. Ela é famosa por uma sequência de quatro páginas no início da edição #33, na qual o Homem-Aranha fica preso sob uma maquinaria pesada e a levanta dolorosamente no ar. A cena foi adaptada em outras obras com o Homem-Aranha, incluindo o filme Homem-Aranha: De Volta ao Lar de 2017 e em Marvel's Spider-Man de 2018.
A história acompanha Peter Parker / Homem-Aranha, enquanto ele investiga um gênio do crime anônimo conhecido como Mestre dos Planejadores, enquanto cuida de sua tia May, que sofre de uma doença com risco de vida após Peter ceder seu sangue radioativo à ela em uma tentativa de salvá-la anteriormente. Quando os capangas do Mestre dos Planos roubam o soro que poderia curar a Tia May, a perseguição do Homem-Aranha ao Mestre dos Planos se torna mais agressiva e ele descobre que o Mestre dos Planos é seu vilão recorrente, Dr. Otto Octavius / Doutor Octopus. Ele fica preso em baixo de uma maquinaria e escombros, ele consegue retirar a maquinaria de cima dele e derrota Octopus, escapa do quartel-general do vilão e cura a Tia May com o soro.
"If This Be My Destiny" mostra o primeiro dia de Peter como aluno na Empire State University e apresenta dois personagens principais do elenco de apoio: Harry Osborn e Gwen Stacy. Ele também avança na história do romance do Peter Parker com Betty Brant, já que ele decide afastá-la para evitar problemas se caso algo semelhante acontecesse no futuro. A história continuou o tema comum nas histórias do Homem-Aranha de fazer o personagem sofrer infortúnios pessoais em meio ao seu heroísmo. Ele revisita a morte de seu tio Ben, pela qual ele se sente culpado por não ter evitado, e seu desejo de evitar repetir seu fracasso.